# Доклад Франка

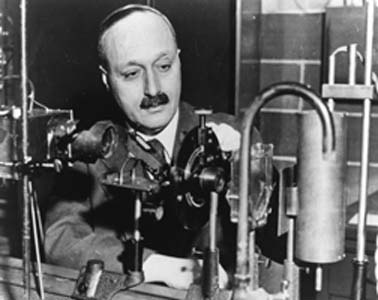
Джеймс Франк

«Доклад Франка» (англ. Franck Report) — петиция группы американских физиков-ядерщиков во главе с лауреатом Нобелевской премии Джеймсом Франком, в которой они призывали не использовать атомную бомбу против Японии во время Второй мировой войны. Петиция была представлена в военное ведомство США в июне 1945 года.
Учёные предлагали вместо ядерной бомбардировки японских городов провести демонстративный взрыв в необитаемом месте перед представителями Объединённых Наций. По мнению учёных, США при этом должны были подчеркнуть, что они, имея такое оружие, не использовали его, а также предложить установление международного контроля над ядерным оружием. В докладе прогнозировалась невозможность сохранения монополии на этот вид оружия и предсказывалась гонка ядерных вооружений.
Документ подписали Джеймс Франк, Дональд Хьюз, Джеймс Никсон (J. J. Nickson), Юджин Рабинович (Евгений Исаакович Рабинович), Гленн Сиборг, Д. Штернс (J. C. Stearns), Лео Силард, Торфин Хогнесс.
Несмотря на предостережение учёных, США в августе 1945 года провели атомные бомбардировки Хиросимы и Нагасаки, которые унесли более 200 тысяч человеческих жизней (без учёта последствий облучения).